# Rudolf Ahlers
Rudolf Ernst Albert Hans Ahlers (* 24. August 1889 in Neubrandenburg; † 29. März 1954 in Schwerin) war ein nationalsozialistischer Kulturfunktionär und Autor.

## Leben
Rudolf Ahlers, ein Sohn des aus Neubrandenburg stammenden, namensgleichen Stavenhagener Arztes Rudolf Ahlers (1857–1931) und dessen erster Frau Anna, geb. Raspe (1868–1901), stammte aus gutbürgerlichem Hause und besuchte das Friderico-Francisceum Gymnasium in Doberan. Kurz vor dem Abitur scheiterte er und nahm eine Lehre als Kaufmann in Hamburg auf. In München absolvierte er seinen Militärdienst und arbeitete anschließend in England als Exportkaufmann. Seine ersten, unveröffentlichten Prosastücke entstanden um diese Zeit. Im Ersten Weltkrieg diente er an der Westfront und geriet in französische Kriegsgefangenschaft. Dort musste er zunächst im Steinbruch arbeiten, wurde aber dann wegen seiner Kriegsverletzungen nach St. Gallen verlegt. Nach seiner Entlassung arbeitete er im deutschen Konsulat und immatrikulierte an einer Hochschule. 1919 nahm er seinen alten Beruf wieder auf und arbeitete in Hamburg und Magdeburg.
Ahlers begann seine Schriftstellertätigkeit erst 1934, kurz nach der „Machtergreifung“ Adolf Hitlers. Er war zum 1. Mai 1933 der NSDAP beigetreten (Mitgliedsnummer 1.987.007), war politisch sehr aktiv und überzeugter Nationalsozialist. Er war politischer Leiter der NSDAP in Magdeburg, Leiter der Reichsschrifttumskammer für Magdeburg-Anhalt, später für Mecklenburg, Kulturreferent der Stadt Schwerin und Mitglied des Doberaner Dichterkreises. Ab 1940 kümmerte er sich im Auftrag der Gaupropaganda um die Buchreihe Der Kamp, in der verschiedene nationalsozialistische Autoren wie Friedrich Griese und Theodor Jakobs veröffentlichten. Von 1942 bis 1943 war er Herausgeber der Mecklenburgischen Monatshefte.
Zwischen 1934 und 1945 erschienen vier Romane, acht Dramen, Hörspiele und Drehbücher von Rudolf Ahlers. Er publizierte außerdem einige Kurzgeschichten in Zeitschriften, wie Westermanns Monatshefte und Ostdeutsche Monatshefte. Seine Romane Das weite Land (1934), Thomas Thorsten (1937), Ich sehe dich in Tausend Bildern (1938) und Zwischen den Wassern (1943) erschienen im Westermann Verlag und erreichten Auflagen zwischen 14 (Ich sehe dich in Tausend Bildern) und 35.000 (Weites Land). Teilweise wurden sie auch ins Niederländische übersetzt.
Nach dem Krieg wurde Ahlers vom sowjetischen Geheimdienst NKWD unter anderem im Speziallager Nr. 2 Buchenwald interniert und mit einem Schreibverbot belegt. Erst 1953 wurde Ahlers im Rahmen der Oktoberamnestie von Wilhelm Pieck entlassen und verstarb im folgenden Jahr.

## Stilistik
Ahlers verstand sich als Dichter (im Gegensatz zum Schriftsteller), genauer als Heimatdichter. Von der Germanistik wird er heute als Vertreter einer Blut-und-Boden-Literatur und als völkischer Autor gesehen. Von vielen seiner Zeitgenossen unterscheidet er sich allerdings durch einen nach vorne gewandten Optimismus, der nicht gerade typisch für andere Autoren im Dritten Reich war. Die beiden Künstlerromane Thomas Torsten und Ich sehe dich in tausend Bildern handeln vom Künstler, der nur in der Volksgemeinschaft aufgehen kann und sich von Zwängen wie Religion und Mitleid befreien muss. Seine Landschaftsromane Das weite Land und Zwischen den Wassern sind im Naturmystizismus verhaftet und von darwinistischen und rassistischen Motiven geprägt. Obwohl Ahlers ganz klar der damaligen Parteilinie verpflichtet ist, finden sich kaum tagespolitische Begebenheiten in seinen Werken. Das Theaterstück Erde (1935) ist vermutlich sein deutlichstes politisches Statement. Das Schauspiel ist ein Plädoyer für eine „Euthanasie“ im Sinne der Nationalsozialistischen Rassenhygiene. Ahlers benutzte außerdem rassische Stereotype, die dem damals gängigen Arier-Ideal entsprachen.
Ahlers war deutschgläubig. Seine Schriften bauen daher mehrheitlich einen versteckten Bezug zum Neuheidentum auf.

## Schriften
Romane
- Thomas Torsten. Roman. Braunschweig, Berlin, Hamburg: Westermann 1937.
- Ich sehe dich in tausend Bildern. Die Geschichte eines Sommers. Roman. Braunschweig: Westermann 1938.
- Das weite Land. Roman. Braunschweig, Berlin, Hamburg: Westermann 1940.
- Zwischen den Wassern. Chronik einer Landschaft. Roman. Braunschweig, Berlin, Hamburg: Westermann 1943.

Kurzgeschichten
- Heimat. Fünf Erzählungen. München: Kulturpolitischer Verlag 1934.
- Menschen der Küste. 8 Erzählungen. Gütersloh: Bertelsmann 1944.

Theaterstücke
- Erde. Schauspiel in vier Akten und einem Vorspiel. Leipzig: Der junge Bühnenvertrieb/Ralf Steyer Verlag 1935.
- Der Weg ins Eis. Schauspiel in vier Akten. Leipzig: Der junge Bühnenvertrieb/Ralf Steyer Verlag 1935.
- Peter spielt mit dem Feuer. Lustspiel in 6 Bildern. In Zusammenarbeit mit Erich Ebermayer. Leipzig: Der junge Bühnenvertrieb/Ralf Steyer Verlag 1935.
- Der Heele-Krist. Ein Bernburger Spiel. Leipzig: Der junge Bühnenvertrieb/Ralf Steyer Verlag 1936.
- Uns rief die Not. Schauspiel in vier Aufzügen. Leipzig: Der junge Bühnenvertrieb/Ralf Steyer Verlag 1937.
- Sturm auf Lehst. Schauspiel in vier Aufzügen. Leipzig: Der junge Bühnenvertrieb/Ralf Steyer Verlag 1937.
- Erziehung zur Ehe. Komödie in vier Aufzügen. Leipzig: Der junge Bühnenvertrieb/Ralf Steyer Verlag 1940.
- Das Opfer. Schauspiel in 4 Aufzügen. Leipzig: Der junge Bühnenvertrieb/Ralf Steyer Verlag 1941.